# Malihabad
Malihabad là một thị xã và là một nagar panchayat của quận Lucknow thuộc bang Uttar Pradesh, Ấn Độ.

## Địa lý
Malihabad có vị trí 26°55′B 80°43′Đ / 26,92°B 80,72°Đ Nó có độ cao trung bình là 128 mét (419 feet).

## Nhân khẩu
Theo điều tra dân số năm 2001 của Ấn Độ, Malihabad có dân số 15.806 người. Phái nam chiếm 53% tổng số dân và phái nữ chiếm 47%. Malihabad có tỷ lệ 52% biết đọc biết viết, thấp hơn tỷ lệ trung bình toàn quốc là 59,5%: tỷ lệ cho phái nam là 59%, và tỷ lệ cho phái nữ là 45%. Tại Malihabad, 16% dân số nhỏ hơn 6 tuổi.